# Arctia
Arctia é um gênero de traça pertencente à família Arctiidae.